# 856 v.Chr.
Het jaar 856 v.Chr. is een jaartal in de 9e eeuw v.Chr. volgens de christelijke jaartelling.

## Gebeurtenissen

### Klein-Azië
- Begin van de regeerperiode van Sardur I, koning van Urartu.